# Луцк
Луцк (укр. Луцьк) — город на северо-западе Украины, административный центр Волынской области, Луцкого района и Луцкой городской общины. Один из древнейших городов времён Волынского княжества на территории Западной Украины. Первое письменное упоминание датируется 1085 годом.

## Название
Современное название города — Луцк — происходит от более старого наименования «Луческъ». В старых документах встречаются также другие версии этого топонима: «Лутическ» и латинизированная форма — Luceoria. Единого мнения насчёт происхождения этого слова нет, но учёными неоднократно выдвигались гипотезы об этимологии названия. Вот наиболее популярные предположения:
- Название происходит от слова лука́ — «изгиб реки, речной залив»[6];
- Название связано с именем вождя восточнославянского племени дулебов — Луки, который и основал этот город;
- Название происходит от самоназвания племени «лучан».
- И. И. Срезневский считал, что название города происходит от слова луга — «выгон возле реки».

Принятое в современном русском языке название жителей города — лучане.

## История города
Наиболее ранние археологические материалы в Луцке относятся к VII—IX векам, однако время возведения укреплений и формирования городища точно не определено. Древнейшее ядро города находится на мысу в излучине реки Стырь и её правого притока реки Глушца. Мыс сформирован тремя естественными холмами. На самом высоком располагался Луцкий детинец, на более низких — окольный город. Общая укреплённая площадь Луцка составляла около 7 га. На городище исследованы полуземлянки и наземные жилища.
Время основания летописного Луческа неизвестно. В летописи впервые упоминается под 1085 годом, когда был уже укреплённым городом. Первоначальными его жителями были представители восточнославянских племён дулебов и волынян. В 1097 году Святополк Изяславич отдал Луцк Давиду Святославичу, который вскоре был изгнан Давидом Игоревичем. С тех пор Луцк до середины XII века оставался пригородом Владимир-Волынского княжества, несмотря на притязания князей киевских.
Весной 1149 года Луцк выдержал шестинедельную осаду полками Юрия Долгорукого. С 1154 года в Луцке княжил Ярослав Изяславич († 1180), при котором Луцк стал центром Луцкого княжества. В 1227 году Ярослав Ингваревич, внук Ярослава Изяславича, принуждён был уступить свой удел Даниилу Романовичу Галицкому. В 1255 году город выдержал осаду Куремсы, племянника Батыя. В 1320 году Луцк был взят войсками Гедимина; в 1324 Луцкий удел достался Любарту Гедиминовичу, при котором город Луцк получил превосходство над Владимиром.
К концу XIV столетия Луцк стал выше Владимира и по торговле. Купцы наезжали сюда изо всех стран, а некоторые селились здесь; появились кварталы, населённые немцами, поляками, а также представителями других народов. Луцк перечислен в летописном «Списке русских городов дальних и ближних» (конец XIV века). В 1429 году в Луцке состоялся известный съезд монархов, целью которого было «рассуждение о мерах против общего врага, турок»; присутствовали король польский Ягайло, Великий князь Литовский Витовт Великий, венгерский и римский король Сигизмунд, Великий князь московский Василий II со многими удельными князьями и митрополитом Фотием, король датский, папский легат, гроссмейстер прусский, воевода валахский, хан перекопский и византийский посол. Сигизмунд приглашал государей и вельмож к взаимному примирению и единению восточной и западной христианских церквей, к борьбе против турок и к оказанию помощи Византии. Продолжение этого съезда было в 1430 году в Троках и Вильне.
В те времена Луцк был важным экономическим и культурным центром, в 1432 году он получил магдебургское право.
С 1440 года Луцком овладел Свидригайло, а после его смерти (1452) Луцкая земля не имела более своего удельного князя. В конце XV века Луцк считался одним из лучших городов края, но с половины XVI века благосостояние его стало падать. Ещё около 1569 года в Луцком повете считалось панов и дворян 226, а во время присоединения его к России в 1795 году в нём было только 50 мещанских домов; остальные принадлежали евреям и караимам.
В 1795 году в результате третьего раздела Речи Посполитой волынские земли вместе с Луцком вошли в состав Российской империи. С 1795 года Луцк — уездный город Волынского наместничества, а с 1796 — Волынской губернии.
Луцкая епархия упоминается впервые в 1288 году. В начале XV века в Луцке было до 15 православных церквей, из которых многие во время литовско-польского владычества были разрушены или обращены в униатские, а потом и в костёлы. Католические епископы прочно утвердились в Луцке не ранее второй половины XVI века. В 1617 году для борьбы с иезуитами, призванными сюда в 1609, возникло Луцкое братство, просуществовавшее до 1803 года.
- Луцк, XVIII столетие
- Городская улица,
начало XX столетия
- Кафедральный костёл Святой Троицы,
Наполеон Орда
- Замок Любарта,
1850 год
- Бернардинский костёл
до его перестройки

В 1812 году в Луцке был развёрнут штаб Третьей русской армии генерала А. П. Тормасова (40—48 тысяч человек), прикрывавшей киевское направление.
В 1832 году была открыта гимназия. Здесь прошли детские годы известной поэтессы Леси Украинки.
В 1916 году, во время Первой мировой войны был осуществлён «Брусиловский прорыв» («Луцкий прорыв») в районе Луцка, в результате которого были прорваны позиции германо-австрийских войск.
В ходе Гражданской войны (1917—1920) Луцк неоднократно переходил из рук в руки. С 1921 по 1939 годы город находился в составе Польши.
В марте 1921 года Луцк стал столицей нового Волынского воеводства. С образованием воеводства город отстраивается после серьёзных военных разрушений. В это время стало возводиться множество новых зданий для воеводских и городских учреждений. Здания, построенные в основном в стиле популярного в то время конструктивизма, и сегодня являются заметными в образе города (школа № 1, Национальный банк, почтамт, городской совет (бывший почтамт), дирекция «Укртелекома», Волынский краеведческий музей (быв. Земельное управление), дом офицеров (быв. Земельный банк), старый корпус университета (бывш. гимназия), здание СБУ (быв. Polska Macierz Szkolna)). Кроме того, стали строиться целые жилые районы для офицеров (между проспектом Перемоги и улицей 8 Марта) и госслужащих (между улицами Шопена и Ярощука). К этому периоду относится также большая часть застройки улиц Кривой Вал, Винниченко, Сенаторки Левчанивской, Бандеры, Ярощука, Шопена. В городе открывались польские и европейские банки, многочисленные торговые фирмы, театр, кинотеатры, школы и гимназии, медицинские учреждение, стадион, аэродром. К этому же периоду относится и основание местного краеведческого музея. В 1928 году Луцк получил железнодорожное сообщение со Львовом, а также было установлено регулярное пассажирское судоходство до Колок и Пинска и регулярное междугородное автобусное сообщение. Население города резко увеличилось с 30 тысяч сразу после войны до 40 тысяч в 1939 году.
В 1928—1938 годах должность волынского воеводы занимал Генрик Юзевский — известный государственный деятель Польши и бывший вице-министр внутренних дел в Правительстве УНР, много сделавший для экономического развития края и укрепления взаимопонимания между поляками и украинцами.
В 1939 году в результате польского похода РККА Западная Украина вошла в состав УССР.
Во время Великой Отечественной войны город 25 июня 1941 года был оккупирован немецкими войсками. Перед отступлением сотрудники НКВД убили в местной тюрьме почти 2,8 тысячи заключённых
Через день после начала немецкой оккупации украинские националисты устроили погром среди еврейского населения города. С 27 июня по 7 июля 1941 года зондеркоманда 4а расстреляла около 1500 человек, а 11—12 декабря — ещё около 19 тысяч. Оставшихся евреев изолировали в гетто. Гетто просуществовало до конца августа 1942 года, когда немцы и украинская полиция расстреляли от 15 000 до 17 000 его жителей. 12 декабря 1942 года также было убито около 500 узников трудового лагеря.
20-22 марта 1943 года весь личный состав украинской вспомогательной полиции Луцка дезертировал и присоединился к Украинской повстанческой армии (УПА). Дезертиры перед уходом из города напали на лагерь военнопленных, из которого освободили около 40 человек.
Во время Волынской резни отряды УПА проводили в пригородах Луцка массовые убийства поляков. Самое кровавое нападение произошло 24 декабря 1943 года, когда было убито 97 человек. Всего во время Второй мировой войны украинские националисты убили в Луцке не менее 191 поляка.
2 февраля 1944 года город был освобождён Красной армией. После войны почти все поляки были депортированы с приграничных районов в Польшу, а католические храмы были превращены в склады или разрушены.
В 1939 году был образован театр, ныне Волынский академический украинский музыкально-драматический театр им. Т. Г. Шевченко.
Раскопки замкового храма в середине 1980-х годов обнаружили по апсиде церкви среди других остатков княжескую гробницу со скелетом, которому наконечником татарской стрелы прострелен череп. Профессор истории из НУЛП Святослав Шеломенцев-Терский предположил, что останки принадлежали князю Изяславу Ингваревичу.
Из памятников старины отреставрированы замок Любарта с Владычьей башней, кафедральный Собор Святых Петра и Павла, Крестовоздвиженская церковь, синагога «Маленький Замок».

### Во время российского вторжения
Утром 26 августа 2024 года в результате российского обстрела в городе была повреждена многоэтажка.

## Население
| 2013    | 2015     | 2018     | 2021     | 2022     |
| ------- | -------- | -------- | -------- | -------- |
| 214 727 | ↗217 082 | ↘216 505 | ↗217 197 | ↘215 986 |

В 1897 году по данным переписи в городе проживало около 16 000 человек, около 9000 евреев, 3000 русских, 1500 украинцев, 1200 поляков, 400 татар.
По данным переписи 2001 года, украинцы составляли 92,52 % населения Луцка, русские — 6,16 %.
Численность населения города по данным на 1 июля 2018 года составляла 213 350 постоянных жителей и 216 433 человека наличного населения.

### Языковой состав
Родной язык населения по данным переписи 2001 года:
| Язык       | Численность, чел. | Доля     |
| ---------- | ----------------- | -------- |
| Украинский | 190 926           | 92,87 %  |
| Русский    | 13 958            | 6,79 %   |
| Другое     | 701               | 0,34 %   |
| Итого      | 205 585           | 100,00 % |

Украинский язык является основным и единственным официальным языком города.
Согласно опросу, проведённому Международным республиканским институтом в апреле-мае 2023 года, на украинском языке дома разговаривали 98 % населения города, на русском — 1 %.
Согласно опросу, проведённому Международным республиканским институтом в апреле-мае 2024 года, на украинском языке дома разговаривали 98 % населения города, на русском — 4 % (в отличие от опроса 2023 года был разрешён выбор нескольких вариантов).
По данным Государственной службы статистики Украины в 2023/24 учебном году все 140 494 учащихся в учреждениях общего среднего образования в Волынской области обучались в украиноязычных классах.

## География

### Климат

#### Температура воздуха
Климат Луцка умеренно континентальный, с мягкой зимой и тёплым летом. Среднегодовая температура воздуха составляет +7,4 °С, самая низкая она в январе (-4,9 °С), наибольшая — в июле (+18,0 °С). Самая низкая среднемесячная температура воздуха в январе (-14,0 °С) зафиксирована в 1987 года, наивысшая (+2,0 °С) — в 2007 году. Самая низкая среднемесячная температура в июле (+15,8 °С) наблюдалась в 1962 и 1979 году, наивысшая (+21,4 °С) — в 1959 году. Абсолютный минимум температуры воздуха (-33,6 °С) зафиксирован в феврале 1929 года, абсолютный максимум (+36,2 °С) — в августе 1946 и 1952 годов.

#### Атмосферные осадки
В среднем за год в Луцке выпадает 560 мм атмосферных осадков, наименьше — в марте, наибольше — в июле. Минимальное годовое количество осадков (310 мм) наблюдалось в 1961 году, максимальное (822 мм) — в 1931 году. Максимальное суточное количество осадков (114 мм) зафиксировано 4 августа 1959 года. В среднем за год в городе наблюдается 148 дней с осадками; менее всего их (10) в августе, больше всего (16) — в декабре. Ежегодно в Луцке образуется снежный покров, однако его высота незначительна. Относительная влажность воздуха в среднем за год составляет 78 %, наименьшая она в мае (64 %), наибольшая — в декабре (89 %). Наименьшая облачность наблюдается в августе, наибольшая — в декабре.

#### Ветер
Наибольшую повторяемость в городе имеют ветры с запада, наименьшую — с северо-востока.. Наибольшая скорость ветра — в ноябре, наименьшая — летом. В январе она в среднем составляет 4,1 м/с, в июле — 2,8 м/с.
Наблюдения за погодой ведёт метеостанция в Луцке.
| Показатель                                         | Янв. | Фев. | Март | Апр. | Май  | Июнь | Июль | Авг. | Сен. | Окт. | Нояб. | Дек. | Год |
| -------------------------------------------------- | ---- | ---- | ---- | ---- | ---- | ---- | ---- | ---- | ---- | ---- | ----- | ---- | --- |
| Средний суточный максимум, °C                      | −2   | −1   | 3    | 11   | 18   | 20   | 22   | 22   | 17   | 11   | 4     | 0    | 10  |
| Средняя температура, °C                            | −4,9 | −3,5 | 0,9  | 8,0  | 13,8 | 16,8 | 18,0 | 17,4 | 13,3 | 7,9  | 2,6   | −2   | 7,4 |
| Средний суточный минимум, °C                       | −7   | −6   | −1   | 3    | 8    | 11   | 14   | 12   | 9    | 4    | 0     | −4   | 3   |
| Норма осадков, мм                                  | 31   | 31   | 27   | 39   | 60   | 68   | 76   | 61   | 56   | 37   | 36    | 38   | 560 |
| Источник: Климат Луцка на сайте «www.meteoprog.ua» |      |      |      |      |      |      |      |      |      |      |       |      |     |

### Природно-заповедный фонд
- Общезоологического заказники: Гнидавское болото[27].
- Орнитологические заказники: Птичья роща
- Ботанические памятки природы: Дубовая роща, Дуб плакучей формы, Мемориал, Платан западный[27].
- Гидрологические памятки природы: Теремновские пруды
- Ботанические сады: «Волынь»

### Гидрография

#### Реки
Через Луцк протекает судоходная река Стыр (приток Припяти, бассейн Днепра), а также на территории города есть три малые речки: Сапалаевка (длина — 12,4 км) — правый приток р. Стыр; Омеляник (12,6 км) и Жидувка (4 км) — левые притоки р. Стыр.

#### Гидрологические памятники природы
К объектам гидрографической сети принадлежат гидрологический памятник природы местного значения — Теремновские пруды (2 пруда площадью 6 гектаров, построенные в 1983 г. на р. Сапалаевка, а также общезоологический заказник местного значения Гнидавское болото (площадью 116,6 гектаров, основанный в 1995 г.), который гидрологически связан со Стыром на левом берегу системой мелиоративных каналов.
Общая площадь водоохранных зон рек, которые протекают по территории Луцка, составляет 450 гектаров. Площадь водных объектов города — свыше 100 гектаров.

#### Водоснабжение
В Луцке имеется свыше 100 артезианских скважин хозяйственно-питьевого водоснабжения. Водоснабжение города осуществляется за счёт подземных вод — водоносных горизонтов мергельно-меловых отложений. Питьевая вода — достаточно высокого качества.

## Экономика
Луцк является ядром Волынского промышленного узла, в который входит также город Киверцы. Ведущей отраслью является машиностроение и металлообработка (заводы: Луцкий ремонтный завод «Мотор», предприятие «Модерн-Экспо», подшипниковый, электроаппаратный, коммунального машиностроения и коммунального оборудования, производственно-научное объединение «Электротермометрия»). В городе есть предприятия химической промышленности (завод пластмассовых изделий), строительной промышленности (ПО «Волыньжелезобетон», заводы крупнопанельного домостроения, картонно-рубероидный и силикатный), лёгкой промышленности (производственно-торговое шёлковое объединение и производственное швейное объединение «Волынь», обувная фабрика, завод синтетических кож); деревообрабатывающей промышленности (мебельный и тарно-бочарный комбинаты), пищевой промышленности (консервный завод, «Харчепродукт», завод продтоваров, хлебо-, молоко- и маслозаводы).

## Транспорт

### Автомобильный
По городу курсируют маршрутные такси и троллейбусы.
В городе действует система диспетчеризации движения пассажирского транспорта с использованием системы GPS-навигации, что позволяет следить за движением маршруток в режиме реального времени.
Через город проходят некоторые национальные и международные автодороги, имеется междугороднее сообщение с Москвой, Киевом, Львовом и другими крупными городами.

### Железнодорожный
В городе располагается крупнейшая в Волынской области после Ковеля железнодорожная станция. 9 августа 1928 Луцк получил железнодорожное сообщение со Львовом. Железная дорога Львов — Луцк — последняя из построенных в Западной Украине. Сначала ходили товарные поезда, с 15 мая 1929 открыли движение пассажирских поездов. Колея была построена на средства населения, строительство началось в 1925 году.

## Культура, образование, спорт

### Театры
- Волынский академический музыкально-драматический театр
- Волынский академический областной театр кукол
- Волынская областная филармония

### Музеи
- Волынский краеведческий музей
- Музей волынской иконы с неповторимым собранием икон со всей Волыни. Бесценной жемчужиной музея является Холмская Чудотворная икона Божьей Матери, редчайший памятник византийского искусства XI—XII веков, одна из самых почитаемых христианских святынь.
- Волынский региональный музей украинского войска и военной техники
- Аптека-музей. Действует с 1845 года. Расположена на площади Рынок.
- Луцкий художественный музей
- Музей археологии Волынского национального университета имени Леси Украинки
- Музей современного украинского искусства Корсаков

### Образование
Луцк имеет разветвленную систему образования, которая включает в себя сеть университетов, гимназий, колледжей, средних и высших школ II—IV уровней аккредитации, в том числе:
- Национальный университет им. Л. Украинки
- Луцкий национальный технический университет
- Луцкий базовий медицинский колледж
- Волынский колледж Национального университета пищевых технологий
- Волынский профессиональный колледж культуры и искусств имени Игоря Стравинского
- Луцкая гимназия № 4 имени Модеста Левицкого
- Луцкая гимназия № 21 имени Михаила Кравчука

### Спорт
Самым популярным командным видом спорта среди горожан являются футбол (ФК «Волынь», «Верес»).
В городе расположено несколько стадионов («Авангард», «Вересневе», «Подшипник» и др.), функционирует большое количество клубов и секций, ежегодно проводятся различные соревнования.
В июне 2012 года в Луцке прошёл чемпионат Европы по сумо.

## Достопримечательности

### Культовые сооружения
- Луцкий замок, XIII—XIV вв. Оборонительное сооружение, символ города. В одной из башен расположен Музей колоколов. На территории замка Музей древней книги, картинная галерея, раскопки Кафедральной церкви Иоанна Богослова (ул. Кафедральная, 1).
- Покровская церковь, один из наиболее древних храмов, построен в XIII—XV в. князем Витовтом (Витольдом). Церковь реконструирована в 1873—76 гг. В церкви до 1962 г. находилась древняя икона Волынской Богоматери. В прошлом храм был кафедральною униатской церковью, сейчас — кафедральная церковь УПЦ Московского Патриархата (ул. Данила Галицкого, 12).
- Лютеранская кирха, нач. XX в. построена в неоготическом стиле на фундаментах кармелитского монастыря. Сейчас здесь находится баптистская церковь.
- Свято-Троицкий кафедральный собор, 1752—1755 гг. Первоначально был католическим монастырём бернардинцев. Перестроен в собор в 1877—1879 гг., проект арх. Павла Гижицкого. Ныне кафедральный собор Волынской епархии Православной церкви Украины (пл. Театральная).
- Монастырь доминиканцев, 1390 г., вначале деревянный, в XVIII в. перестроен в камне. В 1847 г. закрыт российскими властями. Сейчас здесь работает Волынская духовная семинария УПЦ МП (ул. Драгоманова).
- Крестовоздвиженская церковь (1619 г.) — ранний образец перестройки деревянного сооружения в каменное. В 1702 г. в церковном подземелье похоронен поэт Д.Братковский. Ныне храм Православной церкви Украины (ул. Даниила Галицкого, 2).
- Иезуитский монастырь, XVI—XVII вв. (ул. Кафедральная, 6).
- Кафедральный собор Св. Апостолов Петра и Павла, 1639 г., арх. Джакомо Бриано. Первоначально храм строился как иезуитский костёл при монастыре. После пожара кафедрального костёла в 1781 г. сюда переносится кафедра католического епископа. Сейчас это действующий римско-католический кафедральный собор Луцкого диоцеза.
- Колокольня, 1539 г., относилась к сгоревшему Троицкому кафедральному костёлу (ул. Кафедральная)
- Монастырь Шариток, XVII в. Построен на месте древнего кафедрального костёла. Сейчас — курия Луцкой римско-католической епархии и резиденция Луцкого епископа (ул. Кафедральная, 17).
- Оборонная башня князей Чарторыйских, XV в., единственный уцелевший фрагмент Нижнего (Окольного) замка (ул. Драгоманова).
- Монастырь бригидок, 1624 г. Сооружён на месте дворца XVI в. В 1846 г. монастырь был закрыт, а в его помещении сделали тюрьму, а затем музыкальное училище. Ныне мужской православный монастырь Украинской православной церкви Киевского патриархата (ул. Кафедральная, 16).
- Монастырь тринитариев — памятник архитектуры национального значения.
- Синагога, XIV—XV вв. Отреставрировано в 1981 г. Памятник архитектуры национального значения. Первоначально сооружение входило в оборонительную систему Окольного замка (ул. Даниила Галицкого, 33).
- Дом Гулевичей, XVI в. — один из немногих сохранившихся образцов жилой архитектуры столетия (ул. Кафедральная, 23).
- Подземелья старого города, XVI—XVIII вв. Исследования с 1970 г. Обнаружены бытовые помещения и тюрьма.

### Прочие
- Дом архитектора Голованя — архитектурный памятник, который расположен на территории Историко-культурного заповедника «Старый Луцк» на берегу реки Стыр.
- Дом-улей — самый длинный в мире жилой дом.
- Дом Петра I. Улица Пушкина 2. Жилой дом рядом с пешеходной ул. Л. Украинки, в котором останавливался русский царь Петр I во время визита в Луцк в 1709 г. Редкий образец каменного жилого дома, повторяющий планировку народного жилища — «хаты на две половины».

- Свято-Троицкий собор
- Въездная башня замка
- Католический собор Св. Петра и Павла
- Лютеранская кирха
- Синагога
- Улица Даниила Галицкого
- Монастырь доминиканцев
- Колокольня католического собора
- Улочка Старого города
- Дом архитектора Голованя

## Исторические площади и улицы
- Улица Леси Украинки
- Улица Богдана Хмельницкого
- Улица Даниила Братковского
- Улица Даниила Галицкого
- Улица Драгоманова
- улица Кафедральная
- Улица Кривой Вал
- Театральная площадь

## Города-побратимы
Луцк имеет следующие города-побратимы и партнёры:
- Брест, Беларусь
- Липпе, Германия
- Каунас, Литва
- Белосток, Польша
- Замосць, Польша
- Люблин, Польша
- Тракай, Литва
- Ольштын, Польша
- Жешув, Польша
- Торунь, Польша
- Сянтань, Китай
- Бандырма, Турция
- Киёв, Чехия
- Хелм, Польша